# Ли, Этта
Этта Ли (англ. Etta Lee; урожд. Этта Ли Фрост (англ. Etta Lee Frost), 1906—1956) — американская актриса эпохи немого кино.

## Ранняя жизнь
Родилась 12 сентября 1906 года в Кауаи, Гавайи. Имела французское и китайское происхождение; её отец был китайским врачом, а мать имела французское происхождение. Выросла в Калифорнии и обучалась в Occidental College в Лос-Анджелесе. После этого Ли сначала вернулась на Гавайи работать учителем, но затем снова вернулась в Лос-Анджелес, чтобы начать карьеру актрисы.

## Кинокарьера
На протяжении всей своей карьеры в кино Ли играла в основном роли, изображающие стереотипные образы восточноазиатских людей, и часто в качестве рабынь и служанок. Первым фильмом Ли стал «История двух миров» 1921 года, где она сыграла китайскую горничную Аг Фаг.
Эта тенденция продолжалась вплоть до конца её карьеры. В частности она сыграла другую китайскую горничную по имени Лю в фильмах 1923 года «Женщина-переводчик», а также снялась в «Неукротимых» (1923), «Воровке в раю» (1925), «Беде с женами» (1925) и « Международном доме» (1933). Среди других так называемых «экзотических ролей» числилась роль «рабыни песочного щита» в фильме «Багдадский вор» (1924).
Отсутствие разнообразия своих ролей она прокомметировала в The Independent в 1924 году на заре свой карьеры. Она отметила: «Я готова… показать восточный импульс и эмоциональные сложности. Но в этой области у меня ещё не было возможности». Также она подметила, что даже с точки зрения получения роли, предназначенной для китайских женщин, ей часто отказывали, потому что она была смешанной расы и не выглядела достаточно для китаянки.
В то время Ли была единственной выдающейся евразийской актрисой смешанной расы в Голливуде.
Большинство статей, написанных о ней, были посвящены её красоте, а не актёрскому мастерству. В своём интервью в Motion Picture Classic Барретт Кларк так обсуждал о Ли: «Конечно, её имя должно было звучать как-то по-китайски, что звучало бы как рассказы „Ночи Лаймхауса“ (англ. Limehouse Nights)… что-то касаемо алых лепестках и серебряных реках… что-то о цветах белого миндаля и розовых листьях … А затем им пришлось назвать эту прекрасную девушку-полукровку Эттой Ли». В этой статье Кларк делает намёки на стереотипные «китайские вещи», такие как буддизм и нефрит, и пытается объяснить, что она не ведёт себя так, как будто она китаянка.

## Фильмография
- История двух миров (1921)
- Плата за море[англ.] (1922)
- Женщина-переводчик (1923)
- Неукротимый (1923)
- Багдадский вор (1924)
- Вор в раю[англ.] (1925)
- Портниха из Парижа[англ.] (1925)
- Беда с жёнами[англ.] (1925)
- Камилла[англ.] (1926)
- Китайский попугай[англ.] (1927)
- Вне прилива[англ.] (1928)
- Маньчжурская любовь (1929)
- Международный дом[англ.] (1933)
- Загадочный Мистер Вонг[англ.] (1934)
- Клайв из Индии[англ.] (1935)
- Давайте жить сегодня вечером[англ.] (1935)

## Последние годы
В 1932 году вышла замуж за Фрэнка Робинсона Брауна. После ухода из киноиндустрии стала председателем женского клуба Юрики. Также была активным членом епископальной церкви.
Скончалась в возрасте 50 лет 27 октября 1956 года в Юрике, штат Калифорния.